# Azzo di Gobatsburg
Azzo di Gobatsburg (... – 1100 circa) è considerato il capostipite dei Kuenringer. La prima menzione documentata risale al 1059. L'epiteto "di Gobatsburg" compare per la prima volta nel 1074.
Secondo la leggenda, Azzo si precipitò in aiuto del margravio d'Austria Leopoldo II e fu da lui nominato maresciallo dopo aver sconfitto i Boemi. Tuttavia, è più probabile che questa storia sia stata concepita quando i Kuenringer erano già diventati un'importante stirpe ministeriale.
I suoi figli furono Ansalmo, Nizzo e Albero.